# Dirk Wicke
Dirk Wicke (* 1973) ist ein deutscher Vorderasiatischer Archäologe und Professor an der Johann-Wolfgang-Goethe-Universität in Frankfurt am Main.

## Leben
Er wurde 2003 bei Reinhard Dittmann in Münster mit der Dissertation „Vorderasiatische Pyxiden der Spätbronzezeit und der Früheisenzeit“ promoviert und habilitierte sich 2009 am Institut für Ägyptologie und Altorientalistik der Johannes Gutenberg-Universität Mainz. Seit 2015 ist er Nachfolger auf dem zuletzt von Jan-Waalke Meyer bekleideten Lehrstuhl in Frankfurt am Main.
Von 2007 bis 2014 leitete Wicke die Ausgrabungen in Ziyaret Tepe.

## Schriften (Auswahl)
- Vorderasiatische Pyxiden der Spätbronzezeit und der Früheisenzeit (= Dissertation Universität Münster 2003). Münster 2008, ISBN 978-3-934628-74-8.
- Kleinfunde aus Elfenbein und Knochen aus Assur. Wiesbaden 2010, ISBN 978-3-447-06244-2.
- als Herausgeber mit John MacGinnis und Tina Greenfield: The Provincial Archaeology of the Assyrian Empire. Proceedings of the conference held at the University of Cambridge, December 13th-15th 2012. Cambridge 2016, ISBN 978-1-902937-74-8.
- als Herausgeber mit Kai Kaniuth und Daniel Lau: Übergangszeiten. Altorientalische Studien für Reinhard Dittmann anlässlich seines 65. Geburtstags. Münster 2018, ISBN 3-96327-002-0.